# 丸由百貨店
丸由百貨店（まるゆうひゃっかてん）は、株式会社丸由（まるゆう、英: OYOU, INC.）が運営する日本の百貨店である。

## 歴史・概要
鹿野街道沿いにあり、当時山陰一と言われた、江戸時代から続く老舗の由谷呉服店（ゆたにごふくてん）を経営していた由谷正太郎が、米原章三らと共に、1937年（昭和12年）2月17日に資本金30万円で株式会社丸由百貨店（まるゆひゃっかてん）を設立し、鳥取駅前に鉄筋コンクリート4階建の店舗を建設して、12月に開業したのが始まりである。
丸由百貨店は米原章三の意見で、当時繁華街ではなかった鳥取駅前に店を構え、社長にも米原が就任するなど、由谷呉服店が母体だったにもかかわらず創業時から米原が大きな力を持っていた。

### 鳥取大丸として営業開始
第2次世界大戦後、1階のみで営業を再開。1949年（昭和24年）12月3日には、大丸と資本・業務提携を締結し、鳥取大丸（とっとりだいまる）として本格的に営業を再開した。
市の全世帯の半数に近い5,228戸が焼失した1952年（昭和27年）の鳥取大火災後には、徐々に店舗のある鳥取駅前周辺に商店街が移り、1970年（昭和45年）に若桜街道の商店街にアーケードが設置され、1972年（昭和47年）、同商店街にダイエー鳥取店が進出すると、商業の中心地になって行ったこととも相俟って、鳥取を代表する百貨店に成長。1975年（昭和50年）には、区画整理と幹線道路の拡幅等が行われた市街地再開発事業に併せて、同じく米原家が経営するホテルニューオータニ鳥取と共に、総工費30億円を投じ、一体的に建設された現在の店舗に移転・増床した。営業面積は、旧店舗の約2倍の10,131㎡（地下1階、地上5階建て）で山陰地方最大の百貨店となった。
その後も1979年（昭和54年）に鳥取駅高架化に伴って、構内に整備されたショッピングセンター「シャミネ」、1989年（平成元年）に鳥取駅南口側にジャスコ鳥取店を核とする「新日本海ショッピングタウン」（後の鳥取ショッピングシティ）、ダイエー鳥取駅南店（現在の鳥取市役所駅南庁舎）の進出などで、鳥取駅周辺が中心市街地における大型店の集積地になっていった。
しかし、1966年（昭和41年）に鳥取大学農学部・教育学部が郊外移転すると教職員や学生は中心街から遠ざかり、2000年（平成12年）に鳥取駅から北西約5キロの郊外にジャスコ鳥取北（現在のイオンモール鳥取北）、その隣に2005年（平成17年）にトイザらスなどが入るショッピングセンター「トリニティモール」が開業。2007年（平成19年）10月にジャスコ鳥取北店が大幅に増床して「イオン鳥取北ショッピングセンター」（32,272m2）としてリニューアルオープンした（認可は2006年）。こうした急速に進んだ郊外への大型店進出に、同年、鳥取市は郊外型の大型ショッピングセンターの出店を規制する方針を打ち出した。
その一方で、1960年（昭和35年）に1,608台から1975年（昭和50年）には2万4,000台に自動車保有台数が急増したモータリゼーションの進行は、中心市街地の商店街への来街者を奪うなどしたため、2001年（平成13年）2月にダイエー鳥取駅南店は撤退。サンロード入り口で1999年（平成11年）に3,692人を数えた来街者は、2006年（平成18年）1,525人と半分以下に、本町通りで1999年（平成11年）の2,452人が2006年（平成18年）1,725人で休日はもっと少なくなっていた。
これら商業環境の変化を受け、鳥取大丸では1995年（平成7年）から本格的に鳥取市周辺だけでなく鳥取県西部・島根県・兵庫県・岡山県を対象に通信販売に乗り出し、1999年（平成11年）4月1日にNTTと組んで通信販売としては西日本ではじめてのナンバー・ディスプレイとCTIを組み込んだシステムを導入するなど、通信販売の強化に取り組んだ。しかし、この方針も実を結ばず、1997年（平成9年）2月期に140.04億円だった売上高が2000年（平成12年）2月期に約120.69億円と13.8%減少し、そこにいわゆるリーマンショック以降の消費低迷が重なって、2010年（平成22年）2月期で売上高が72.6億円とピークの約半分に落ち込んだ。この結果、2009年（平成21年）6月中旬から希望退職者を募集し、8月末に正社員の約3割に当たる36人が退職。経営体制の見直しを進めた。
なお、2013年（平成25年）7月、鳥取市は鳥取駅前の再生を目指し鳥取大丸の東側に接する市道駅前太平線の歩道を拡張し、一部の歩道と車道を高さ約15mの大屋根で丸ごと覆い、大屋根の下には芝生広場（約300 m2）をつくった駅前太平線賑わい空間「バード・ハット」の整備を行っている。

### 丸由百貨店に
2006年（平成18年）1月以降、創業家の米原家からは、米原正明が代表取締役社長に就任し、J.フロント リテイリング（JFR）から派遣された久保真人（元松坂屋上野店営業推進部長）が専務取締役を務めていた。
鳥取大丸は、非連結の関連会社ながらJFRグループの一員であると同時に、米原が代表取締役社長を兼任している日ノ丸総本社や取締役を務める日ノ丸自動車、と共に構成する佳友倶楽部にも加盟し、日ノ丸グループの一員でもあった。だが赤字は膨らみ、2018年2月期決算は最終赤字に陥るなど債務超過転落寸前にまで至った。
このため2018年（平成30年）、JFRと日ノ丸グループとで再建策を検討した結果、日ノ丸グループと地元金融機関などが設立した地方再生ファンド「山陰中小企業支援4号投資事業有限責任組合」の2者により設立された新会社・株式会社ティー・エー・オーに百貨店の経営を移し、旧社を清算する「新旧分離」を実施することを決め、同年9月1日付で株式会社ティー・エー・オーから社名変更した株式会社鳥取大丸（2代目）による運営を開始した。これにより、JFRとの資本関係は無くなったが、JFRとは商標・商号のライセンス契約や商品調達に関する業務委託契約を締結し、「大丸」のブランド名は継続使用していた。（旧）株式会社鳥取大丸は、9月1日に株式会社ティー・ディーへ商号変更し、本店所在地を東京都千代田区にある北浜法律事務所東京事務所内へ移転。12月25日に東京地方裁判所から特別清算開始命令を受け、翌年7月19日に法人格が消滅した。その後、鳥取大丸の事業は新たに設立された新会社へと分割され、多賀善仁が代表取締役社長に就任した。
2019年（令和元年）9月に経営陣を刷新。「鳥取を笑顔のあふれる街にすること」を目指し、第一弾リニューアルを実施、1階にはフランスの化粧品ブランドロクシタン山陰1号店のほか、4階の無印良品売り場の7割増床を実施。2020年（令和2年）4月には第二弾リニューアルとして、5階に鳥取市男女共同参画センターや展望スペースを配し、買い物以外でも来たくなる仕掛けを施した。このほか、2023年（令和5年）には岡山の天満屋がフランチャイズ運営する形で3階にロフトを出店している。
資本提携を解消後、移行措置として「大丸」の商号・商標を一定期間使えるライセンス契約は、2022年（令和4年）8月31日をもって終了となったため、翌9月1日から創業時（とは同じだが読みが別）の丸由百貨店（まるゆうひゃっかてん）に屋号を変更した。株式会社丸由への商号変更後も、大丸松坂屋百貨店との商品の仕入れなどに関してのMD業務委託契約は継続されている。

## 沿革
- 1937年（昭和12年）
  - 2月17日 - 資本金30万円で株式会社丸由百貨店（まるゆひゃっかてん）を設立[5]。
  - 12月 - 丸由百貨店を開業。（鉄筋コンクリート4階建）[2]
- 1949年（昭和24年）12月3日 - 大丸と資本・業務提携して株式会社鳥取大丸を開業[1]。
- 1963年（昭和38年）12月 - 子会社米子ストアが営業を開始。
- 1971年（昭和46年）12月 - 米子ストアが米子大丸に業態変更。
- 1975年（昭和50年） - 現在の店舗に移転・増床（ホテルニューオータニ鳥取と隣接）[13]。
- 1986年（昭和61年）4月19日 - 米子大丸の経営権が天満屋に移る。
- 1995年（平成7年） - 通信販売に本格的に参入[18]
- 2018年（平成30年）9月1日 - 新旧分離を実施、新会社による運営開始。
- 2022年（令和4年）
  - 8月31日 - 「大丸」のライセンス契約満了に伴い、鳥取大丸としての通算約73年の歴史に幕を下ろす。
  - 9月1日 - 商号を株式会社丸由（まるゆう）、屋号を丸由百貨店（まるゆうひゃっかてん）に変更。
  - 9月3日 - （新）丸由百貨店として開業。

## かつての子会社

### 米子大丸
1963年（昭和38年）12月、米子駅前に鳥取大丸の子会社でスーパー業態の米子ストアとして営業を開始。1971年（昭和46年）12月にスーパー業態から百貨店に業態を変更するとともに米子大丸に改称した。1978年（昭和53年）9月21日には、増築改装工事が完成し、新装オープン。建物は地下1階、地上6階、塔屋1階で、売場面積は旧店舗の2倍の6,100㎡となった。だが、その後立地環境の変化や競合の激化により、業績が悪化した。
大丸では、米子大丸の再建について検討を重ねたが、現店舗での営業継続は不可能と判断し、商品提携などで友好な関係にあった天満屋と経営権について話し合いを続けた。その結果、店舗の移転を前提に天満屋が肩代わりすることで合意し、1986年（昭和61年）4月19日、経営権は天満屋に移った。

## カードについて
丸由独自のクレジットカードとして「OYOUカード」を、地場クレジットカード会社である株式会社エヌケーシーと提携し発行している。国際ブランドはVISAとJCBより選択が可能。